# Scareware
Scareware (Kofferwort aus engl. scare ‚erschrecken‘ und software) ist ein Schadprogramm, das Computerbenutzer verängstigen und so zu bestimmten Handlungen bewegen soll.
Sie gilt als automatisierte Form des Social Engineering.

## Funktionsweise
Scareware basiert auf Täuschung und Angst. Daher wird versucht, die Gefahr zum einen möglichst bedrohlich erscheinen zu lassen und zum anderen so glaubwürdig, dass sie nicht sofort als Täuschungsversuch erkannt wird. Insbesondere folgende Tricks sind verbreitet:
- Der Anbieter der vermeintlichen Problemlösung wählt Namen und Logo so, dass sie leicht mit etablierten Firmen und Institutionen verwechselt werden können. Das Vertrauen in etablierte Marken oder Behörden wird dazu genutzt, dem Opfer Seriosität vorzutäuschen oder die eigentliche Herkunft der Software zu verschleiern.
- Fehlermeldungen verbreiteter Anwendungen oder Betriebssysteme werden nachgeahmt. Der Benutzer soll glauben, die Warnung komme von einer Software, die er schon lange benutzt.
- Bedrohungen, die zuvor in den Medien präsent waren, werden aufgegriffen und als akut dargestellt. Durch die Wiedererkennung sollen Betroffene an eine reale Gefahr glauben, auch wenn die Täuschung der tatsächlichen Gefahr nur in bestimmten Gesichtspunkten ähnelt.
- Eigene Daten und Informationen des Benutzers werden ausgelesen und dem Benutzer als Meldungsteile angezeigt, damit er glauben soll, die Meldungen kämen aus dem eigenen System statt (nur) von einem zugreifenden Schadprogramm

## Beispiele
- Eine als kostenloses Antivirenprogramm verteilte Scareware meldet dem Benutzer zahlreiche gefährliche Infektionen, welche aber nicht vorhanden sind. Eine Bereinigung des Computers wird gegen Bezahlung angeboten. Zahlt der Betroffene, werden die Warnungen einfach abgeschaltet.[1]
- Eine Anzeige oder Animation in einer Webseite gaukelt dem Benutzer vor, sein Computer sei Opfer eines Hacking-Angriffs geworden. So wird beispielsweise ein Zugriff auf die Daten des Nutzers suggeriert, indem diese in einem Fenster angezeigt werden. Dabei erfolgt der Zugriff aber nur lokal. Die angebotene Abwehrmaßnahme ist allerdings ein Trojanisches Pferd, welches den tatsächlichen Angriff durchführt.[2]
- Seit 2010 treten im deutschsprachigen Raum vermehrt Programme auf, welche suggerieren, im Auftrag der Bundespolizei[3], bestimmter Landespolizeibehörden oder medienrechtlicher Organisationen wie GVU[4] zu agieren. Hierzu wird der Bildschirm mit einer großflächigen Anzeige gesperrt, welche angebliche Rechtsverstöße (etwa aus den Themengebieten Kinderpornografie oder Filesharing) des Benutzers aufzählt und ihn zur Zahlung einer Geldbuße auffordert. Tatsächlich haben diese Programme jedoch nichts mit den genannten Organisationen zu tun; die Bezahlung wird über anonymisierte Verfahren durchgeführt und fließt auf diesem Wege den Betrügern zu. Häufig werden dann bestimmte Dokumente auf der Festplatte verschlüsselt, aufgrund der Ähnlichkeit zu einer Lösegelderpressung wird diese Form auch als Ransomware bezeichnet.
- Unseriöse Firmen wie beispielsweise AnyTech365 setzen Scareware auf den Computern ihrer Kunden ein, um diese davon zu überzeugen, kostenpflichtige Abonnements für angebliche Support-Dienstleistungen abzuschließen.